# Norrbomia utukuruensis
Norrbomia utukuruensis är en tvåvingeart som först beskrevs av Vanschuytbroeck 1959.  Norrbomia utukuruensis ingår i släktet Norrbomia och familjen hoppflugor.
Artens utbredningsområde är Kongo-Kinshasa. Inga underarter finns listade i Catalogue of Life.